# Anita Orejas
Ana Orejas López, plus connue sous le nom d'Anita Orejas, née à Sama de Langreo (Langreo), dans les Asturies en 1914 et morte le 9 novembre 1937 à Gijón, est infirmière espagnole victime de la répression franquiste.
Elle est la première femme fusillée par les nationalistes à Gijón.

## Biographie
D'abord employée domestique, elle exerce en tant qu'infirmière au Sanatorio Covadonga de Gijón pendant la guerre civile.
Elle est membre du Parti Socialiste et mère célibataire.
Après la prise de Gijón le 20 octobre 1937 par les nationalistes, elle est arrêtée le 1er novembre 1937, dénoncée pour avoir porté un mouchoir rouge et un pistolet lorsque la ville était encore républicaine.
Elle est emprisonnée dans la prison d'El Coto à Gijón et condamnée à mort le 8 novembre 1937.
Elle est fusillée le lendemain, le 9 novembre 1937, à l'âge de 23 ans, exécutée avec treize hommes républicains de deux balles dans la tête et trois dans le cœur.
Elle est enterrée sommairement dans la fosse commune du cimetière de Ceares qui fait office de charnier durant la guerre.

## Postérité et hommages
- Depuis le 14 avril 2010, son nom figure sur le mémorial installé dans le cimetière de Ceares de Gijón[6], auprès des 1 934 victimes de la répression franquiste dans la ville[7];
- En 2017, une plaque commémorative a été dévoilée dans le Musée Nicanor Piñole en hommage aux huit femmes fusillées par les franquistes à Gijón entre décembre 1937 et août 1939[8] : Anita Orejas, Eladia García Palacios (es), Anita Vázquez Barrancúa (es), Estefanía Cueto Puertas (es), Belarmina Suárez Muñiz (es), Juana Álvarez Molina (es), Teresa Santianes Giménez (es) et Máxima Vallinas Fernández (es).